# Passiflora telesiphe
Passiflora telesiphe S. Knapp & Mallet – gatunek rośliny z rodziny męczennicowatych (Passifloraceae Juss. ex Kunth in Humb.). Występuje endemicznie w południowo-wschodniej części Ekwadoru.

## Rozmieszczenie geograficzne
Rośnie endemicznie w południowo-wschodniej części Ekwadoru w prowincji Zamora-Chinchipe.

## Morfologia
PokrójZdrewniałe i trwałe liany. Młode pędy drobno owłosione, włoski mają około 0,5 mm długości, są proste i białe.
LiścieMłode listki są fioletowe. Starsze liście górną powierzchnię mają ciemnozieloną, czasami z różnorodnymi białymi smugami dookoła nerwów, od spodu są ciemnofioletowe, drobno owłosione. Liście mają 3–8 cm długości oraz 5–11 cm szerokości. Są potrójnie klapowane, całobrzegie i mają eliptyczny bądź eliptyczno-lancetowaty kształt, z ostrym wierzchołkiem. Od postawy liścia wychodzą 3 główne żyłki. Ogonek liściowy ma 1-1,5 cm długości, jest drobno owłosiony, lecz pozbawiony gruczołów. Przylistki są liniowe, czasem sierpowate, mają długość 1,5–2,5 mm.
KwiatyPojedyncze lub parzyste, połączone na tym samym węźle, wiszące, bez zauważalnego zapachu. Szypułka ma 2,5–3 cm długości, jest blado bordowo-fioletowa, drobno owłosiona. Podsadki są zazwyczaj w odstępach 1,5 mm od siebie, mają 7–13 cm długości i 2–5 cm szerokości, mają kształt od eliptycznego do jajowatego, są trwałe, zielonkawe z odcieniem purpury na żywych roślinach, później brązowieją. Pąki są białe, drobno owłosione. Działki kielicha mają długość 2–2,5 cm, są wąsko trójkątne, błoniaste, blado zielonkawe, później brązowieją, są drobno owłosione z rozproszonymi włoskami, działki są odgięte podczas kwitnienia. Płatki mają długość 1–1,4 cm, są wąsko trójkątne, mają białą barwę, są nagie, cienkie i błoniaste, odgięte w czasie kwitnienia. Przykoronek ułożony jest w dwóch rzędach, biało-purpurowy, ma 3–26 mm długości.

## Biologia i ekologia
Występuje w niższych piętrach lasów andyjskich na wysokości 1700 m n.p.m. Gatunek jest znany z jednej subpopulacji, która znajduje się w prywatnym rezerwacie, gdzie okazy zostały zebrane jedynie dwukrotnie, przed 1985 rokiem. Jest prawdopodobne, że występuje również w rezerwacie ekologicznym Illinizas.

## Ochrona
W Czerwonej księdze gatunków zagrożonych został zaliczony do kategorii DD – gatunków o nieokreślonym stopniu zagrożenia, wymagających dokładniejszych danych. Oprócz niszczenia siedlisk nie są znane konkretne zagrożenia.